# Apflickorna
Pour plus de détails, voir Fiche technique et Distribution.
Apflickorna ou Voltiges est un film suédois de 2011 réalisé par Lisa Aschan. Le film reçut le Guldbagge Award du meilleur film.

## Synopsis
Emma intègre une équipe de voltige équestre et fait la connaissance de Cassandra, une jeune fille attrayante et vivante. 
Elles deviennent rapidement meilleures amies. 
Mais les sentiments de compétition, de jalousie et d'attraction sexuelle, les pousseront à leurs limites.

## Fiche technique
- Titre original : Apflickorna
- Titre international : She Monkeys
- Titre français : Voltiges
- Réalisation : Lisa Aschan
- Scénario : Lisa Aschan, Josefine Adolfsson
- Producteur :
- Musique :
- Langue d'origine :  Suède
- Pays d'origine :  Suède
- Genre : Drame, romance saphique
- Lieux de tournage : Göteborg, comté de Västra Götaland, Suède
- Durée : 83 minutes (1 h 23)
- Date de sortie : 
  -  Suède : 31 janvier 2011 (Göteborg International Film Festival)
  -  Allemagne : 15 février 2011 (Berlin International Film Festival)
  -  États-Unis : 25 avril 2011 (San Francisco International Film Festival)
  -  France : 2 juillet 2011 (La Rochelle Film Festival)
  -  France : 3 août 2011
  -  Suède : 2 septembre 2011
  -  Belgique : 14 octobre 2011 (Gent International Film Festival)
  -  Royaume-Uni : 14 mai 2012
- Classification :
  -  France : tous publics[1]
  -  Royaume-Uni : interdit aux moins de 12 ans[2]

## Distribution
- Mathilda Paradeiser : Emma
- Linda Molin : Cassandra
- Isabella Lindquist : Sara
- Sergej Merkusjev : Ivan
- Adam Lundgren : Jens
- Sigmund Hovind : Tobias
- Kevin Caicedo Vega : Sebastian
- Nasrin Pakkho : la professeure
- Maria Hedborg : la coach de voltige
- Inger Lindberg : le conducteur
- Elin Söderquist : le demandeur
- Malin Müller : le greffier
- Rebecka Ahlström : Alice
- Emma Liljeflod : Malin
- Johanna Bergstedt : Ida